# 鳳山寺 (鳳山區)
鳳山寺是台灣高雄州鳳山郡鳳山街（現・高雄市鳳山區）的寺院。戰後廢寺。

## 歷史
日治時代明治39年（1906年），淨土宗購入曹洞宗的布教所，開設鳳山教會所。大正10年（1921年），日高全能和觀音講（即觀音會）共同設立「三界萬靈碑」。戰後廢寺，現僅存「三界萬靈碑」，由鳳山開漳聖王廟管理維護。

## 脚注
1. ↑  .   [2024-09-11]. （原始内容存档于2024-09-11）.

## 關連項目
- 八宗十四派